# Poggioferro
Poggioferro is een plaats (frazione) in de Italiaanse gemeente Scansano.